# Вас (муніципалітет)
Вас (італ. Vas, вен. Vas) — колишній муніципалітет в Італії, у регіоні Венето,  провінція Беллуно. У 2013 році муніципалітет було об'єднано разом з муніципалітетом Куеро у єдиний муніципалітет Куеро-Вас.
Вас розташований на відстані близько 460 км на північ від Рима, 65 км на північний захід від Венеції, 32 км на південний захід від Беллуно.
Населення — 821 особа (2012).
Щорічний фестиваль відбувається 6 листопада. Покровитель — San Leonardo.

## Демографія
Населення за роками:

Станом на 31 грудня 2010 року в муніципалітеті офіційно проживало 100 іноземців з 17 країн, серед них 9 громадян країн Євросоюзу та 1 громадянин України.

## Сусідні муніципалітети
- Фельтре
- Лентіаї
- Куеро
- Сегузіно
- Вальдобб'ядене